# Arena Cinecittà Teatro San Quirico
L'Arena Cinecittà Teatro San Quirico è un teatro di Firenze.
Lo spazio è stato realizzato nel 2000 come un prefabbricato coperto da tensostruttura nell'area posta fra la Casa del Popolo di San Quirico e via Baccio da Montelupo. Qui per iniziativa della Società di Mutua Assistenza fra gli operai di San Quirico, fondata nel 1885, era stata realizzata un'arena per spettacoli teatrali e cinematografici all'aperto nel periodo estivo. Anche se negli ultimi decenni la Casa del Popolo ha potenziato la sala cinematografica posta al primo piano della sua sede e che ormai costituisce un importante riferimento per il cinema d'essai fiorentino, il nuovo spazio teatrale realizzato nell'ex arena, nei suoi pochi anni di vita, ha visto un'intensa attività sia come luogo di adunanze civiche e politiche sia per aver ospitato un interessante progetto di teatro di improvvisazione curato dalla LIF (Lega Improvvisazione Firenze).
Attualmente si sta valutando la possibilità di trasformare la tensostruttura in una struttura in muratura.